# 1981-es Formula–1 nyugat-amerikai nagydíj
A nyugat-amerikai nagydíj volt az 1981-es Formula–1 világbajnokság szezonnyitó futama, március 15-én rendezték a kaliforniai Long Beachen.

## Futam
| Helyezés | #  | Versenyző           | Csapat/Motor    | Körök | Idő/Kiesés oka     | Rajthely | Pontszám |
| -------- | -- | ------------------- | --------------- | ----- | ------------------ | -------- | -------- |
| 1        | 1  | Alan Jones          | Williams-Ford   | 80    | 1:50:41,33         | 2        | 9        |
| 2        | 2  | Carlos Reutemann    | Williams-Ford   | 80    | + 9,19             | 3        | 6        |
| 3        | 5  | Nelson Piquet       | Brabham-Ford    | 80    | + 34,92            | 4        | 4        |
| 4        | 22 | Mario Andretti      | Alfa Romeo      | 80    | + 49,31            | 6        | 3        |
| 5        | 3  | Eddie Cheever       | Tyrrell-Ford    | 80    | + 1:06,70          | 8        | 2        |
| 6        | 33 | Patrick Tambay      | Theodore-Ford   | 79    | + 1 kör            | 17       | 1        |
| 7        | 21 | Chico Serra         | Fittipaldi-Ford | 78    | + 2 kör            | 18       |          |
| 8        | 16 | René Arnoux         | Renault         | 77    | + 3 kör            | 20       |          |
| Kiesett  | 14 | Marc Surer          | Ensign-Ford     | 70    | Üzemanyag rendszer | 19       |          |
| Kiesett  | 28 | Didier Pironi       | Ferrari         | 67    | Üzemanyag rendszer | 11       |          |
| Kiesett  | 25 | Jean-Pierre Jarier  | Ligier-Matra    | 64    | Üzemanyag pumpa    | 10       |          |
| Kiesett  | 6  | Héctor Rebaque      | Brabham-Ford    | 49    | Baleset            | 15       |          |
| Kiesett  | 23 | Bruno Giacomelli    | Alfa Romeo      | 41    | Ütközés            | 9        |          |
| Kiesett  | 26 | Jacques Laffite     | Ligier-Matra    | 41    | Ütközés            | 12       |          |
| Kiesett  | 20 | Keke Rosberg        | Fittipaldi-Ford | 41    | Motorhiba          | 16       |          |
| Kiesett  | 9  | Jan Lammers         | ATS-Ford        | 41    | Ütközés            | 21       |          |
| Kiesett  | 29 | Riccardo Patrese    | Arrows-Ford     | 33    | Üzemanyag rendszer | 1        |          |
| Kiesett  | 32 | Beppe Gabbiani      | Osella-Ford     | 26    | Baleset            | 24       |          |
| Kiesett  | 12 | Nigel Mansell       | Lotus-Ford      | 25    | Baleset            | 7        |          |
| Kiesett  | 27 | Gilles Villeneuve   | Ferrari         | 17    | Féltengely         | 5        |          |
| Kiesett  | 7  | John Watson         | McLaren-Ford    | 16    | Fékek              | 23       |          |
| Kiesett  | 11 | Elio de Angelis     | Lotus-Ford      | 13    | Baleset            | 13       |          |
| Kiesett  | 15 | Alain Prost         | Renault         | 0     | Ütközés            | 14       |          |
| Kiesett  | 8  | Andrea de Cesaris   | McLaren-Ford    | 0     | Ütközés            | 22       |          |
| Kizárva  | 4  | Kevin Cogan         | Tyrrell-Ford    |       |                    |          |          |
| Kizárva  | 17 | Derek Daly          | March-Ford      |       |                    |          |          |
| Kizárva  | 31 | Miguel Ángel Guerra | Osella-Ford     |       |                    |          |          |
| Kizárva  | 30 | Siegfried Stohr     | Arrows-Ford     |       |                    |          |          |
| Kizárva  | 18 | Eliseo Salazar      | March-Ford      |       |                    |          |          |

## A világbajnokság élmezőnyének állása a verseny után
| H  | Versenyzők       | Pont | H  | Konstruktőrök | Pont |
| -- | ---------------- | ---- | -- | ------------- | ---- |
| 1. | Alan Jones       | 9    | 1. | Williams-Ford | 15   |
| 2. | Carlos Reutemann | 6    | 2. | Brabham-Ford  | 4    |
| 3. | Nelson Piquet    | 4    | 3. | Alfa Romeo    | 3    |
| 4. | Mario Andretti   | 3    | 4. | Tyrrell-Ford  | 2    |
| 5. | Eddie Cheever    | 2    | 5. | Theodore-Ford | 1    |
| 6. | Patrick Tambay   | 1    |    |               |      |

## Statisztikák
Vezető helyen:
- Riccardo Patrese: 24 (1-24)
- Carlos Reutemann: 7 (25-31)
- Alan Jones: 49 (32-80)

Alan Jones 11. győzelme, 8. leggyorsabb köre, Riccardo Patrese 1. pole-pozíciója.
- Williams 12. győzelme.